# Саратовских, Владимир Афанасьевич
Влади́мир Афана́сьевич Сара́товских (13 [26] июля 1900, Лом, Вятская губерния — 1973) — советский государственный и партийный деятель.

## Биография
Родился 13 июля 1900 года в деревне Лом Хлебниковской волости в русской крестьянской семье. Член РКП(б) с 1918 года.
Окончил двухклассное начальное училище. С 1918 года работал делопроизводителем в военкомате Хлебниковской волости, с 1920 — в военкомате Уржумского уезда.
С 1921 года — в Уржумском уездном комитете РКП(б): информатор, заведующий организационным отделом, заместитель ответственного секретаря, и. о. ответственного секретаря; одновременно являлся секретарём комиссии по чистке рядов партии, уездным продкомиссаром. С 1922 года — член Уржумского уездного исполкома, в 1923—1924 — председатель Вятского уездного исполкома, в 1924—1925 — ответственный секретарь Котельничского уездного комитета партии.
С сентября 1925 года учился в Комвузе им. Я. М. Свердлова (Москва).
В годы войны — парторг ЦК ВКП(б) на строительстве треста «Сталинскпромстрой».
В марте 1945 — секретарь Сталинского горкома ВКП(б); с октября 1945 по март 1950 года — председатель Сталинского горисполкома, затем — первый секретарь Сталинского горкома ВКП(б), председатель Кемеровского областного совета профсоюзов.
Избирался депутатом (от Кемеровской области) Верховного Совета РСФСР 2-го (1947—1951) и 3-го (1951—1955) созывов.

## Награды
- Орден Трудового Красного Знамени (10.4.1943)[3][4]
- Орден Красной Звезды (31.3.1945)[5]

## Комментарии
1. ↑  Ныне — в Мари-Турекском районе Марий Эл[1].
2. ↑  В источниках[2] встречается ошибочное указание на работу В. А. Саратовских в Донецке, именовавшемся в 1929—1961 годы Сталино.